# 成和記念財団
成和記念財団（せいわきねんざいだん）は、在日コリアンの自然科学研究を助成する団体。

## 概要
在日朝鮮人の医師である金萬有により、1977年に設立された。1982年4月、財団法人金萬有科学振興会として法人化し、2013年8月、特例財団法人から一般財団法人成和記念財団に移行した。
機関紙『科学技術時代』を1978年から発行している。